# Marine royale saoudienne
Pour les articles homonymes, voir Marine royale.
La Marine royale saoudienne est la force navale de l'Arabie saoudite.

## Histoire
Relativement récente et armée que de quelques patrouilleurs, la marine royale saoudienne ne prend son essor qu'en 1974 grâce à l'aide des États-Unis au travers du Saudi Naval Expansion Programm (SNEP). Entre 1980 et 1983, ces derniers livrent ainsi 4 corvettes de 1 038 tonnes de classe Badr et 9 Al Sadiq de 478 tonnes ainsi que 12 embarcations de débarquement et 2 remorqueurs. Dans le même temps, l'Allemagne de l'Ouest livre 3 patrouilleurs de classe Dammam. La marine royale se tourne ensuite vers la France (contrat Sawari 1) pour la livraison en 1985-1986 de 4 frégates de classe Al Medinah (cependant équipées de matériel américain) et de deux pétroliers-ravitailleurs de classe Boraida. Le Royaume-Uni fournira également 3  chasseurs de mines de classe Al Jawf et l'Allemagne sera approchée en 1986-1987 pour la fourniture de sous-marins côtiers et la construction des bases navales associées (pour environ 4–6 milliards de dollars). Un temps évoqués, un SNEP II d'une valeur de 10 milliards de dollars tout comme l'acquisition de destroyers britanniques Type 45 ou américains Aegis, laissent la place au contrat Sawari 2, signé avec la France le 22 novembre 1994. Il comprend notamment la fourniture de 2 frégates de classe Al Ryiadh, complété par un 3e bâtiment en mai 1997. À l'été 2007, les États-Unis allouent à l'Arabie saoudite une aide de 20 milliards de dollars ; aussi cette dernière évoque l'achat de 2 Littoral combat ships (design USS Freedom), même si la Classe Aquitaine est aussi sur les rangs. 
Elle est engagée dans la guerre civile yéménite depuis 2014. Le 30 septembre 2016, une frégate de la classe Al Madinah subit une attaque d'un missile antinavire de la part des Houthis.

## Équipements en 2008

### Navires

#### Frégates

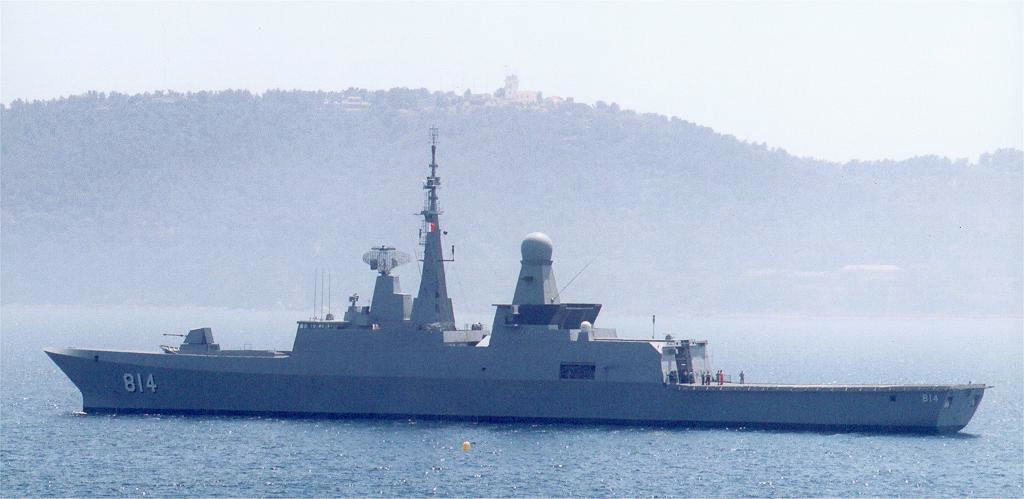
La frégate Al Makkah de classe Al Ryiadh dans le port militaire de Toulon (2005)

Classe Al Ryiadh:
- Al Ryiadh (812)
- Al Makkah (814)
- Al Dammam (816)

Classe Al Madinah:
- Al Madinah (702)
- Hofouf (704)
- Abha (706)
- Taif (708)

#### Corvettes

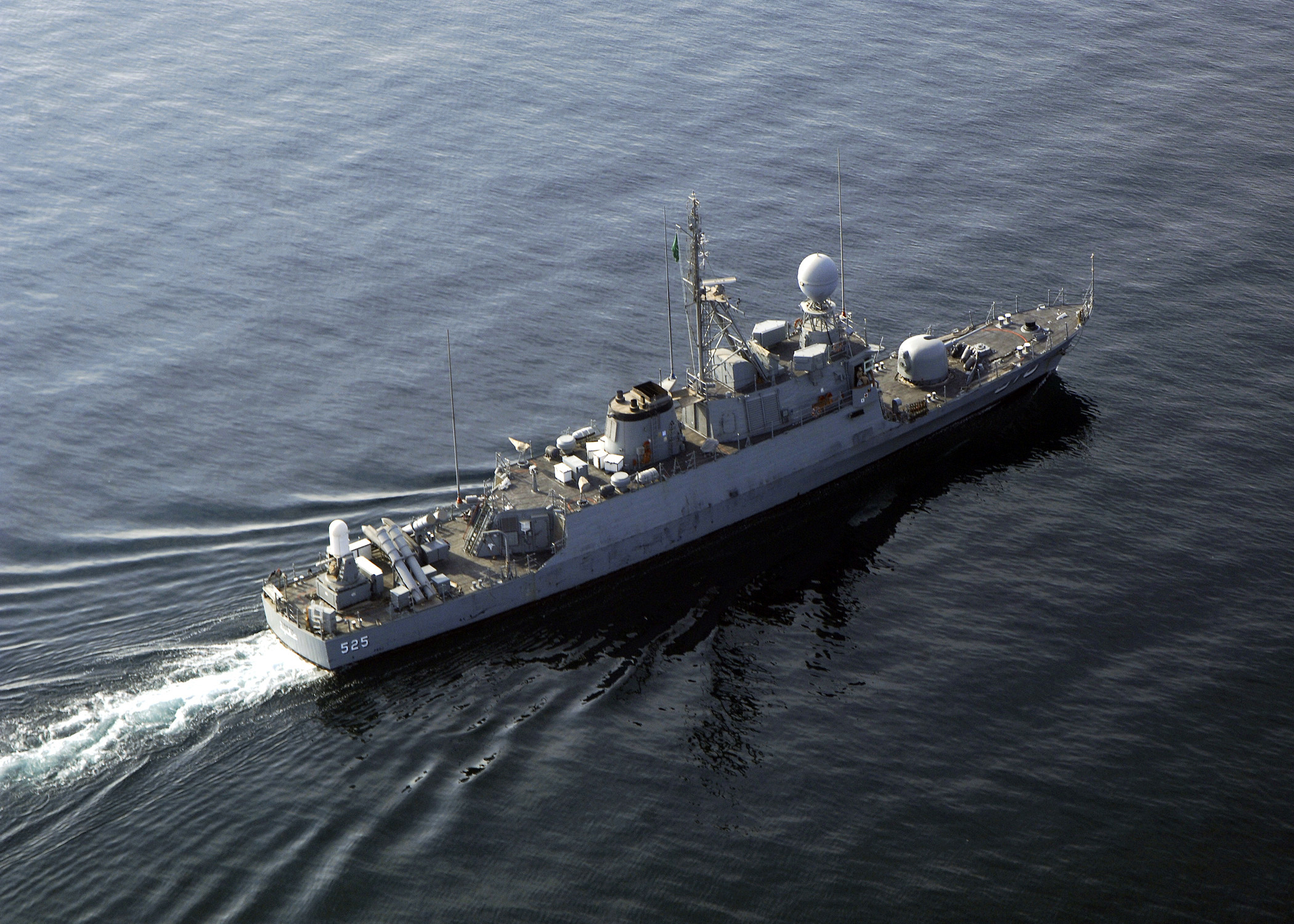
La corvette Oqbah de classe Al Sadiq dans le golfe Persique (25 octobre 2008)

Classe Badr:
- Badr (612)
- Al Yarmook (614)
- Hitteen (616)
- Tabuk (618)

Classe Al Sadiq:
- Al Sadiq (511)
- Al-Faroug (513)
- Abdul-Aziz (515)
- Faisal (517)
- Khalid (519)
- Amr (521)
- Tariq (523)
- Oqbah (525)
- Abu Obaidah (527)

#### Chasseurs de mines
Classe Al Jawf:
- Al Jawf (420)
- Shaqra (422)
- Al Kharj (424)

#### Pétroliers-ravitailleurs
Classe Boraida:
- Boraida (902)
- Yunbou (904)

#### Patrouilleurs[2]
- Rameen (080)
- Al Dasan (082)

### Aéronefs
| Principaux aéronefs de la marine royale saoudienne |                         |                   |
| Aéronefs                                           | Type                    | Nombre en service |
| SA.365F Dauphin 2                                  | Hélicoptère antinavires | 15                |
| SA.565 Panther                                     | Hélicoptère SAR         | 4                 |
| AS-532 Cougar                                      | Hélicoptère antinavires | 12-21 (?)         |
| Sea King Mk47                                      | hélicoptère ASM         | 3                 |

## Source
- (fr) Philippe Langloit, « La marine saoudienne », Défense et Sécurité internationale, no 35,‎ mars 2008, p. 62-63 (ISSN 1772-788X)